# جون بيتر جاكوبسون
جون بيتر جاكوبسون (بالنرويجية البوكمول: Johan Peter Jacobson)‏ هو سياسي نرويجي، ولد في 27 فبراير 1857. حزبياً، نشط في الحزب الليبرالي. وقد انتخب عضو برلمان النرويج ‏.